# U.S. Virgin Islands Soccer Federation
Die U.S. Virgin Islands Soccer Federation ist der im Jahr 1987 gegründete nationale Fußballverband der Amerikanischen Jungferninseln. Der Verband organisiert die Spiele der Fußballnationalmannschaft. Er ist seit 1987 Mitglied im Kontinentalverband CONCACAF und seit 1998 im Weltverband FIFA.

## Erfolge
- Fußball-Weltmeisterschaft

Teilnahmen: Keine
- CONCACAF Gold Cup

Teilnahmen: Keine